# Шевијот
Шевијот (фр. Chevillotte) насеље је и општина у источној Француској у региону Франш-Конте, у департману Ду која припада префектури Безансон.
По подацима из 2011. године у општини је живело 108 становника, а густина насељености је износила 14,06 становника/km². Општина се простире на површини од 7,68 km². Налази се на средњој надморској висини од 440 метара (максималној 455 m, а минималној 413 m).

## Демографија
| 1962. | 1968. | 1975. | 1982. | 1990. | 1999. | 2011. |
| ----- | ----- | ----- | ----- | ----- | ----- | ----- |
| 47    | 53    | 61    | 83    | 82    | 76    | 108   |

График промене броја становника у току последњих година